# Шлюпбалка
Шлюпба́лка — устройство для спуска шлюпки с борта корабля (судна) на воду и подъёма её на борт. При этом каждую шлюпку обслуживают 2 шлюпбалки, чем обусловлено частое использование термина во множественном числе.
Шлюпочное устройство состоит из шлюпки, кильблока, а также палубных подъёмных механизмов подъёма и спуска шлюпки на воду.
Крепление шлюпок «по-походному» осуществляют специальными найтовыми для их быстрой отдачи оборудованных глаголь-гаком.
Каждая шлюпбалка состоит из стрелы, опорной конструкции, шлюпочной тали (шлюптали) и механизма, обеспечивающего перемещение, например лебёдки. Шлюпбалки могут быть: горизонтальные, заваливающиеся и поворотные.

## Типы шлюпбалок

### Горизонтальные шлюпбалки
Горизонтальные (склоняющиеся, гравитационные, скатывающиеся или шарнирные) шлюпбалки вываливаются под действием массы (собственной и шлюпки), после отдачи найтовов, походного стопора и ленточного тормоза лебёдки. С приходом шлюпбалки в горизонтальное положение стопоры на подвесках выходят из зацепления с крюком на ноке стрелы и шлюпка под действием силы тяжести опускается на воду. Подъём шлюпки производят в обратном порядке с помощью лебёдки, имеющей электрический (основной) и ручной (аварийный) приводы. Преимуществом такой конструкции является то, что шлюпки могут храниться на высоко расположенных палубах и далеко от борта; недостатком — зимой, вследствие обмерзания направляющих станин перед спуском шлюпки на воду возможно потребуется скалывание с них льда.

### Заваливающиеся шлюпбалки
Конструкция заваливающийся (откидной) шлюпбалки обеспечивает вываливание и заваливание специальными винтовыми и зубчатыми устройствами. Зачастую шлюпбалки такой конструкция применяют на малых кораблях и судах. Недостаток всех, кроме серповидной, заваливающихся шлюпбалок состоит в том, что расстояние между их парой должно превышать длину обслуживаемой ими шлюпки, что неизбежно влечёт нерациональное использование площадей шлюпочной палубы.
- Одной из разновидностей такой конструкции является секторная, в которой движение заваливания-вываливания осуществляют путём вращения рукоятки винтового стержня, проходящего через нарезную обойму, вследствие чего по зубчатой рейке, закреплённой на палубе, катится зубчатый сектор нижней части шлюпбалки
- Серповидная отличается тем, что имеет балки чётко выраженной серповидной формы
- Наиболее совершенная конструкция такой шлюпбалки системы инженера Иолко, содержит 2 винтовых стержня: нижний (с одноходовой резьбой) и верхний (с многоходовой). В начале вываливания, когда шлюпбалку вместе со шлюпкой вертикально поднимают в верхнее положение, работает нижний винт, обладающий более мощным моментом при небольшой скорости вращения, а как только шлюпка, пройдя верхнее положение начнёт вываливаться за борт, нижний винт, израсходовав резьбовую часть, начнёт вращаться вместе со втулкой, которая начнёт вывинчивать верхний многоходовой винт, увеличивая скорость вываливания системы

### Поворотные шлюпбалки
Поворотные шлюпбалки представляют собой пустотелые стальные изогнутые сверху балки, которые могут свободно поворачиваться в двух подшипниках (верхнем — опорном катке и нижнем — подпятнике) на 360° вокруг своей продольной оси. Верхние концы шлюпбалок соединены между собой тросом-топриком, облегчающим их одновременный поворот. Процесс спуска-подъёма шлюпки — сложен, требует много времени и состоит в поочерёдном развороте каждой шлюпбалки и выводе за борт сперва кормы, а затем носа и шлюпки. Недостатком такой конструкции шлюпбалки является ограниченный вылет, не обеспечивающий спуск шлюпки при крене на противоположный борт более 10—15°.